# 南足柄市指定文化財一覧
南足柄市指定文化財一覧（みなみあしがらししていぶんかざいいちらん）は、神奈川県南足柄市指定の文化財や史跡等を一覧形式でまとめたものであるが、全てを掲載しているわけではない。

## 建築物
- 朝日観音堂とその土壇 〔南足柄市怒田〕 1973年1月22日指定
- 多宝塔 〔南足柄市大雄町〕 1988年3月25日指定 ※最乗寺所有

## 彫刻
- 薬師如来坐像 〔南足柄市中沼〕 1973年1月22日指定
- 日光菩薩立像 〔南足柄市中沼〕 1973年1月22日指定
- 月光菩薩立像 〔南足柄市中沼〕 1973年1月22日指定
- 阿弥陀如来立像 〔南足柄市塚原〕 1973年1月22日指定
- 木造地蔵菩薩坐像 〔南足柄市弘西寺〕 1986年12月26日指定 ※弘済寺所有
- 木造阿弥陀如来坐像 〔南足柄市関本〕 1986年12月26日指定 ※龍福寺所有
- 木造不動明王坐像 〔南足柄市生駒〕 1986年12月26日指定 ※玉傳寺所有
- 矜羯羅童子像 〔南足柄市生駒〕 1986年12月26日指定 ※玉傳寺所有
- 関本自治会屋台 〔南足柄市関本〕 1991年11月27日指定
- 内山自治会屋台 〔南足柄市内山〕 1991年11月27日指定
- 岩原自治会屋台 〔南足柄市岩原〕 1991年11月27日指定
- 日影自治会屋台 〔南足柄市塚原〕 1991年11月27日指定
- 台河原自治会屋台 〔南足柄市塚原〕 1991年11月27日指定

## 考古資料
- 塚田古墳出土品一括 〔南足柄市関本〕 1964年2月28日指定 ※長福寺所有
- 御嶽神社裏山経塚出土品一括 〔南足柄市広町〕 1991年9月27日指定 ※郷土資料館

## 無形民俗文化財
- 忠臣蔵踊り、曽我の夜討ち踊り 〔内山剣舞おどり保存会〕 1974年12月18日指定
- 足柄ばやし 〔足柄ばやし保存会〕 1975年2月28日指定

## 史跡
- 岩原城跡 〔南足柄市岩原〕 1966年12月3日指定
- 文命堤 〔南足柄市怒田他〕 1966年12月3日指定
- 藤原範茂卿の墓 〔南足柄市怒田〕 1966年12月3日指定
- 矢倉沢関所跡 〔南足柄市矢倉沢〕 1973年1月22日指定
- 天野康景の墓 〔南足柄市沼田〕 1973年1月22日指定 ※西念寺
- 藤原範茂卿従者の墓 〔南足柄市怒田〕 1973年3月27日指定
- 性殊院殿の墓 〔南足柄市雨坪〕 1973年3月27日指定 ※弘行寺
- 矢倉沢裏関所跡 〔南足柄市矢倉沢〕 1973年3月27日指定
- 伝上杉憲実一族の宝篋印塔群3基 〔南足柄市怒田〕 1975年2月28日指定 ※珠明寺
- 大塚 〔南足柄市塚原〕 1985年5月30日指定 ※天王院
- 松平大和守直基の墓 〔南足柄市大雄町〕 2007年8月23日指定 ※最乗寺

## 名勝
- 夕日の滝 〔南足柄市矢倉沢〕 1966年12月3日指定

## 天然記念物
- 蛤沢の化石 〔南足柄市矢倉沢〕 1966年12月3日指定
- センペルセコイヤの大木 〔南足柄市塚原〕 1973年1月22日指定 ※長泉院
- 鳥居杉 〔南足柄市三竹〕 1973年1月22日指定 ※御嶽神社
- ナギの木 〔南足柄市怒田〕 1985年5月30日指定 ※自得寺